# ادسون لوئیز دی کاروالیو
ادسون لوئیز دی کاروالیو (انگلیسی: Edson Borracha؛ زادهٔ ۲۱ اکتبر ۱۹۴۱) بازیکن فوتبال اهل برزیل است.
از باشگاه‌هایی که در آن بازی کرده‌است می‌توان به باشگاه فوتبال فلومیننزه اشاره کرد.